# Джеймс Гейлман
Джеймс Гейлман (англ. James M. Heilman, також Doc James) — канадський лікар швидкої допомоги, вікіпедист, поборник поліпшення медичної інформації в статтях Вікіпедії.
Активний учасник вікіпроєкту Медицина, волонтер-адміністратор розділу Вікіпедії англійською мовою, був головою Правління (президентом) Вікімедіа Канада з 2010 по 2013 роки, заснував і був президентом Wiki Project Med Foundation. Також він є засновником оперативної групи перекладачів вікіпроєкту. У червні 2015 року його було обрано до Ради повірених Фонду Вікімедіа, 28 грудня 2015 року його було виключено з Ради. У травні 2017 року був знову обраний до Ради повірених, наразі є членом Ради до вересня 2020 року.
Гейлман є викладачем факультету медицини в Університеті Британської Колумбії та керівником відділу реаніматології в окружній лікарні Іст-Кутеней у місті Кренбрук, де він мешкає.

## Публікації про Вікіпедію
- Cochrane and Wikipedia: The collaborative potential for a quantum leap in the dissemination and uptake of trusted evidence[15]
- Creating awareness for using a wiki to promote collaborative health professional education[16]
- Dengue fever: a Wikipedia clinical review[17]
- Open Access to a High-Quality, Impartial, Point-of-Care Medical Summary Would Save Lives: Why Does It Not Exist?[18]
- Wikipedia: A key tool for global public health promotion[19]
- Wikipedia and Medicine: Quantifying Readership, Editors, and the Significance of Natural Language[20]
- Why we should all edit Wikipedia[21]